# واهان گریگوریان
واهان آرمناکی گریگوریان (ارمنی: Վահան Արմենակի Գրիգորյան؛  زادهٔ ۱۶ ژوئیهٔ ۱۹۰۵ - درگذشته ۲۲ ژوئیهٔ ۱۹۸۹) شاعر، ترجمه و رمان‌نویس اهل ارمنستان بود.

## زندگی‌نامه
وی در ۱۶ ژوئیهٔ ۱۹۰۵ در مجیتلو به دنیا آمد و از مؤسسه سینمایی گراسیموف (۱۹۳۳) فارغ‌التحصیل گشت. وی عضو اتحادیه نویسندگان ارمنستان بود. همچنین برندهٔ جوایزی همچون چهره فرهنگی شایسته ارمنستان شوروی شده‌است. وی در ۲۲ ژوئیهٔ ۱۹۸۹ در سن ۸۴ سالگی در ایروان درگذشت.

## یادداشت
1. ↑  Նուբարաշենի գերեզմանատուն